# Hästskotjärnen (Järbo socken, Dalsland)
Hästskotjärnen är en sjö i Färgelanda kommun i Dalsland och ingår i Göta älvs huvudavrinningsområde.